# 观音山站 (中国铁路)
观音山站是位于陕西省宝鸡市渭滨区观音山的一个铁路车站，邮政编码721006。车站建于1954年，在施工过程中曾实施当时中国最大规模的爆破工程:46。有宝成铁路经过该站，现仅办理货运业务。车站及其上下行区间均已电气化。车站距离宝鸡站27公里，隶属西安铁路局，是四等站。在此站还可以看到宝成铁路著名的“观音山展线”三线重叠的壮观情景。电影《观音山》当中出现的“观音山站”并非在本站取景，而是在成昆铁路的关村坝站。